# Tillay-le-Péneux
Tillay-le-Péneux é uma comuna francesa na região administrativa do Centro, no departamento Eure-et-Loir. Estende-se por uma área de 22 km². Em 2010 a comuna tinha 325 habitantes (densidade: 14,8 hab./km²).